# Мегалобластна анемија
Мегалобластна анемија је облик анемије који настаје услед поремећаја синтезе ДНК у матичним ћелијама косне сржи.
У највећем броју случајева (95%) мегалобластна анемија настаје услед недостатка витамина Б12 или фолне киселине, а у само 5% случајева због наследног или стеченог поремећаја у синтези ДНК. Како при дефициту ових витамина није смањена синтеза РНК, па стога ни хемоглобина, сазревање цитоплазме се одвија нормално. С друге стране, сазревање једра је успорено, а то утиче на способност ћелија за деобу и пролиферацију.
Као последица настају мегалобласти (уместо уобичајених еритробласта), а од њих мегалоцити који доспевају у периферну крв. Велики број мегалобласта и мегалоцита се распада још у косној сржи, а скраћен је и животни век еритроцита у крвотоку. Овај феномен изазива хиперплазију еритроцитне лозе, али она ипак не успева да компензује појачану разградњу ових ћелија, што доводи до анемије.
Најчешћи облик мегалобластне анемије је пернициозна анемија, која настаје услед дефицита витамина Б12. Она је последица нестварања унутрашњег фактора у слузокожи желуца, потребног за апсорбовање витамина Б12 у терминалном делу илеума. Нестварање унутрашњег фактора је последица атрофије слузнице желуца, која је условљена аутоимуним процесима. Постоје и други облици мегалобластне анемије, а један од њих је и еритролеукемија.
Дефицит витамина Б12 је веома редак, јер се довољне количине уносе путем хране (осим код стриктних вегетаријанаца). Дефицит фолне киселине је нешто чешћи, због великих дневних потреба (око 50μг) а малих резерви истог у организму (5-10мг). Недостатак ових витамина изазива и друге поремећаје, као нпр. атрофију епителних ћелија у гастро-интестиналном тракту, неуролошка оштећења и сл.
Облици мегалобластних анемија који настају због урођених или стечених поремећаја у синтези ДНК су: оротска ацидурија, Lesch-Nihan-ов синдром и др. Такође, болест се јавља и као компликација при давању многих хемиотерапијских средстава при лечењу леукемија и тумора.